# Citorus hebe
Citorus hebe är en insektsart som beskrevs av Rauno E. Linnavuori 1977. Citorus hebe ingår i släktet Citorus och familjen dvärgstritar. Inga underarter finns listade i Catalogue of Life.